# اتحادیه فوتبال ولز
اتحادیه فوتبال ولز (به انگلیسی: Football Association of Wales) نهاد قانونی اداره کنندهٔ ورزش فوتبال در ولز است. این نهاد در سال ۱۸۷۶ بنیان نهاده شد. این نهاد عضوی از یوفا و فیفا است و همچنین دارای یک کرسی دائمی در هیئت بین‌المللی فوتبال است. این اتحادیه پس از اتحادیه فوتبال انگلستان و اتحادیه فوتبال اسکاتلند، سومین اتحادیه قدیمی در ورزش جهان می‌باشد. این اتحادیه مسئول تمامی تیم‌های ملی ولز در تمام رده‌های سنی مردان و زنان است. این اتحادیه به استثناء باشگاه سوانزی سیتی و کاردیف سیتی، مسئولیت نظم دهندگی به تمامی تیم‌های فوتبال ولز را داراست.